# Stirellus sagittaria
Stirellus sagittaria är en insektsart som beskrevs av Naudé 1926. Stirellus sagittaria ingår i släktet Stirellus och familjen dvärgstritar. Inga underarter finns listade i Catalogue of Life.